# 坪内良人
坪内 良人（つぼうち よしと）は、日本の実業家。ジェイアールセントラルビル代表取締役社長や、テレビ愛知放送番組審議会委員長などを務めた。

## 人物・経歴
岐阜県出身。1979年一橋大学商学部卒業。在学中一橋大学クリムゾンのキャプテンを務めた。同年日本国有鉄道入社。同社新幹線総局人事課長、JR東海新幹線運行本部人事担当課長、JR東海総務部総務課課長代理、日本国有鉄道清算事業団株式対策室補佐、JR東海幹線鉄道事業本部人事課長、資金課長、JR東海関西支社管理部長、東海鉄道事業本部管理部長、経営管理部担当部長、監査室長、人事部担当部長等を経て、2006年総務部長。2008年取締役総務部長委嘱。
2014年からはJR東海専務執行役員（秘書部・監査部・広報部・総務部・法務部・人事部・管財部担当）を務め、中央新幹線の入札談合事件を受け、公正契約等調査委員会委員長として対応にあたるなどした。2015年テレビ愛知放送番組審議会委員長代理。2018年ジェイアールセントラルビル代表取締役社長、テレビ愛知放送番組審議会委員長、東海ときわ会代表者。2022年東京ステーション開発監査役、JR東海生涯学習財団監事、東海鉄道OB会会長。